# Chora Sfakion
Chora Sfakion (griechisch Χώρα Σφακίων (f. sg.), auch Chora Sphakion transkribiert) ist ein Küstenort im Süden der Insel Kreta mit einem kleinen Hafen am Libyschen Meer. Er hatte 2021 322 Einwohner und ist Hauptort der historischen Region und der heutigen Gemeinde Sfakia.

## Geografie

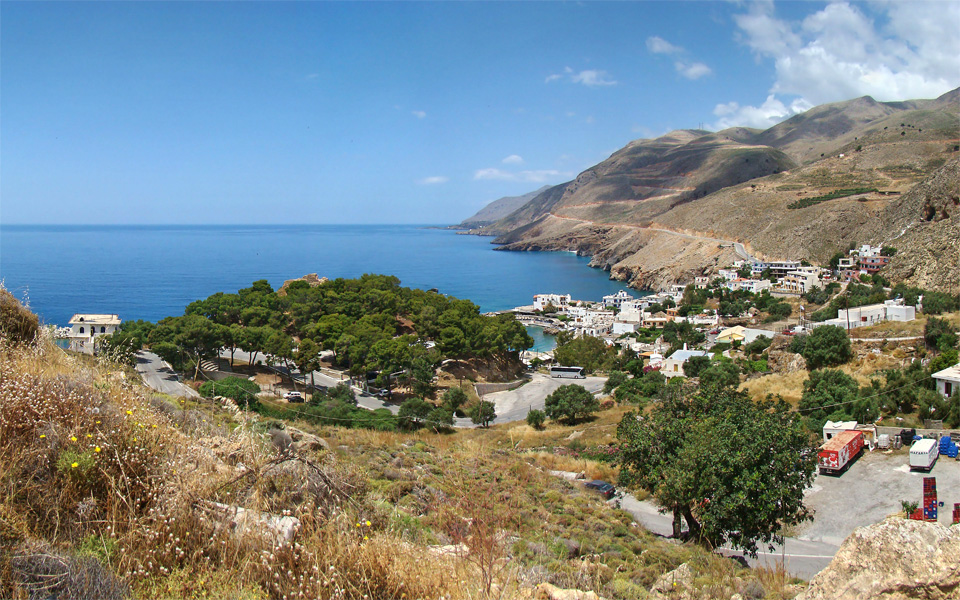
Ortsansicht von Osten

Chora Sfakion liegt im Süden Westkretas am Libyschen Meer, einen Kilometer westlich des Ausgangs der Sfakiano-Schlucht. Das „Zentrum“ des Ortes mit Tavernen, einigen Hotels und Geschäften liegt unmittelbar am alten Hafen, die anderen Ortsteile liegen auf den bis nahe ans Meer abfallenden Ausläufern der Lefka Ori, der ‚Weißen Berge‘.

## Geschichte

Kapelle Agios Ioannis

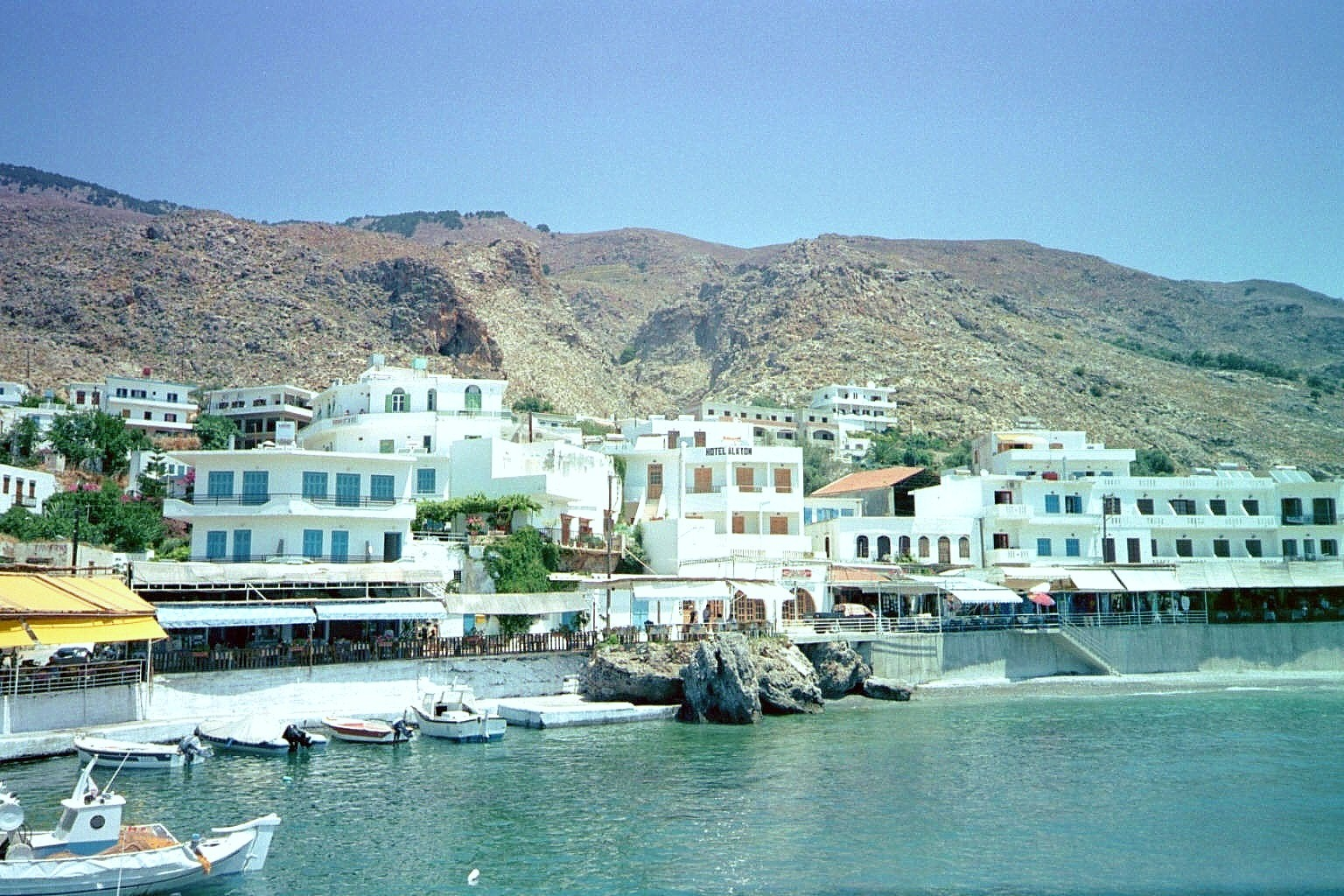
Blick zur Uferpromenade mit ihren Tavernen (2003)

Im Mittelalter hieß der Ort Omprosgialos. Chora Sfakion war eines der Zentren des kretischen Widerstandes gegen fremde Eindringlinge (Venezianer, Türken und zuletzt die Deutschen während des Zweiten Weltkrieges).
Von hier aus wurden nach der Luftlandeschlacht um Kreta Ende Mai 1941 mehr als 10.000 alliierte Soldaten nach Ägypten ausgeschifft. Beim Sonderunternehmen Völkerbund wurden im September 1941 wegen Unterstützung der alliierten Soldaten und wegen Widerstands gegen die deutschen Besatzer in Chora Sfakion 25 Kreter erschossen.

## Wirtschaft und Infrastruktur

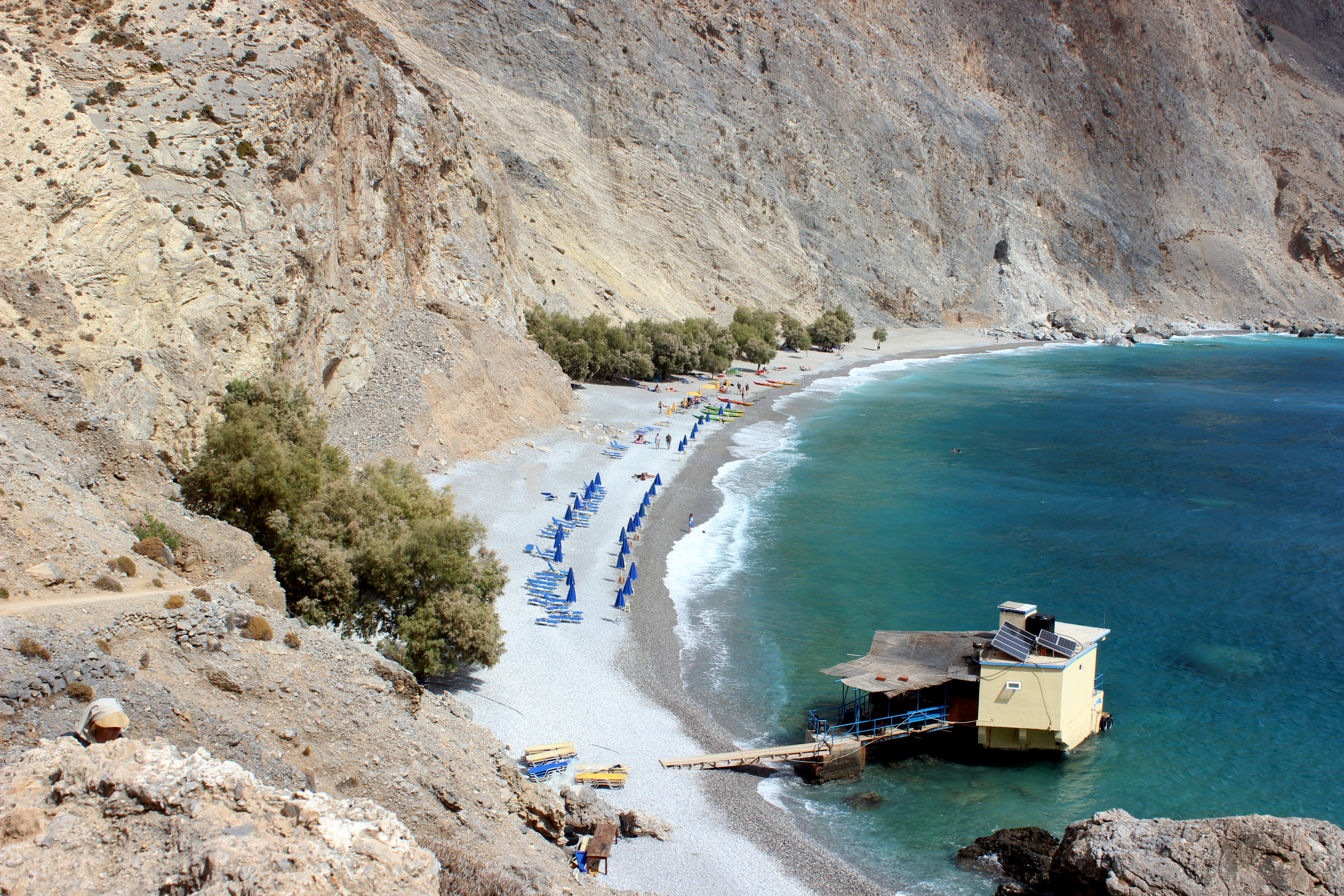
Paralia Glyka Nera (Sweet Water Beach)

Haupterwerbszweig ist der Tourismus, daneben immer noch Fischfang und Schaf- und Ziegenhaltung. Da sfakiotische Backwaren auch auf dem Festland und im Ausland gefragt sind, wurde 2007 im Ort eine große Bäckerei gebaut, die auch für den überregionalen Bedarf produzieren soll. Die örtlichen Tavernen leben hauptsächlich von Durchgangs- und Wandertouristen. Ein Teil davon sind Besucher der Samaria-Schlucht, die mit Schiffen von oder nach dort (via Agia Roumeli) gebracht werden. Weitere bekannte Schluchten in der Nähe sind die Imbros-Schlucht im Osten und die Aradena-Schlucht im Westen. Es gibt einen kleinen Strand am Ort (Vryssi-Strand) und einige weitere in der Nähe, z. B. am Ausgang der Ilingias-Schlucht und zwischen Chora Sfakion und Loutro (Glyka Nera). Letzterer ist nur per Boot oder zu Fuß zu erreichen.

### Verkehr
Es gibt eine spektakuläre, im Sommer stark befahrene Passstraße nach Norden (Chania), eine Straße an der Küste entlang Richtung Osten über Frangokastello und Sellia nach Rethymno bzw. in die Messara-Ebene und eine serpentinenreiche Straße in westlicher Richtung hoch zum Ort Anopoli und über die Aradena-Brücke nach Agios Ioannis.
Die beiden Südküstenorte Agia Roumeli und Loutro sind von Chora Sfakion aus  mit der Fähre zu erreichen. Zur Insel Gavdos gibt es im Sommer ebenfalls eine Fährverbindung. 2005 ist ein größerer Hafen östlich vom Ort in Betrieb genommen worden, der Schutz gegen Schlechtwetter bietet. Die Baukosten von 5,6 Millionen Euro wurden zu 75 % von der EU finanziert.

### Wanderwege

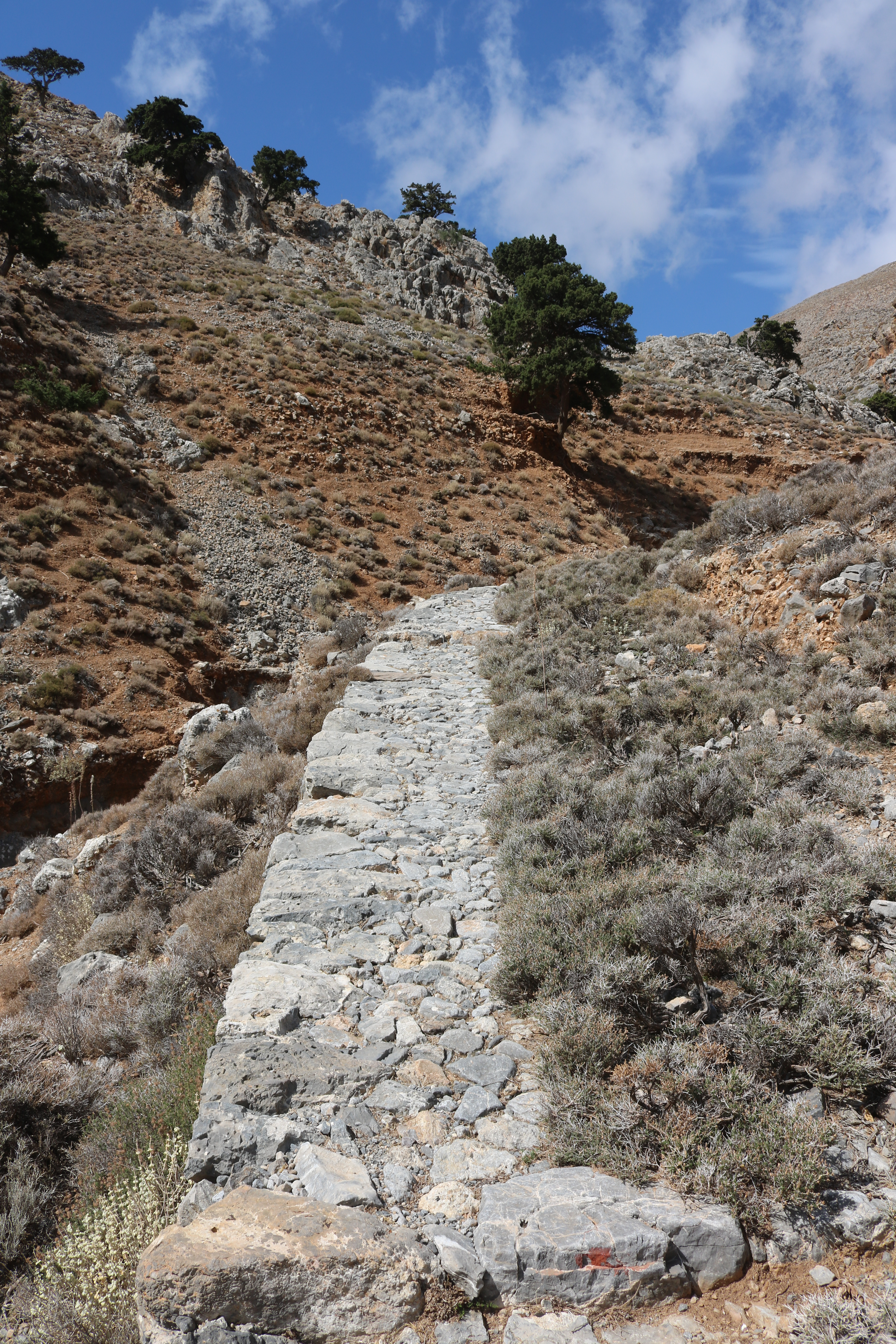
Wanderweg nach Anopoli

Chora Sfakion ist ein sehr guter Standort für Wanderer. Der Ort liegt am Europäischen Fernwanderweg E4. Auf diesem kann in östlicher Richtung über das autofreie Loutro bis nach Agia Roumeli gewandert werden, das ebenfalls keine Straßenanbindung hat (im Sommerhalbjahr kommt man von beiden Orten mit der Fähre wieder nach Chora Sfakion zurück). Ebenfalls schnell erreichbar sind Samaria-Schlucht, Aradena-Schlucht, Imbros-Schlucht, das Bergdorf Anopoli (Sfakia) und die Kormokopos-Höhle.